# World Athlete of the Year

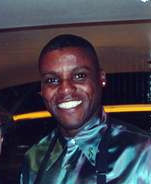
Carl Lewis wygrał plebiscyt w 1988 i 1991

World Athlete of the Year – przyznawane przez World Athletics rokrocznie nagroda dla najlepszego lekkoatlety sezonu. Lekkoatletą roku może zostać wybrany tylko ten zawodnik, który uczestniczył w mityngach i zawodach organizowanych pod egidą World Athletics. Nagroda przyznawana jest od 1987 roku – pierwsza edycja, w której triumfowali Stefka Kostadinowa oraz Ben Johnson została anulowana po wybuchu afery dopingowej z udziałem Kanadyjczyka. W 2023 roku wprowadzono podział na trzy kategorie: biegi na stadionie, konkurencje techniczne oraz biegi uliczne (w takiej kolejności podawani są laureaci nagrody w poniższej tabeli).

## Zwycięzcy
| Rok  | Mężczyźni                                 | Kobiety                                   |
| ---- | ----------------------------------------- | ----------------------------------------- |
| 1988 | Carl Lewis                                | Florence Griffith-Joyner                  |
| 1989 | Roger Kingdom                             | Ana Fidelia Quirot                        |
| 1990 | Steve Backley                             | Merlene Ottey                             |
| 1991 | Carl Lewis                                | Katrin Krabbe                             |
| 1992 | Kevin Young                               | Heike Henkel                              |
| 1993 | Colin Jackson                             | Sally Gunnell                             |
| 1994 | Noureddine Morceli                        | Jackie Joyner-Kersee                      |
| 1995 | Jonathan Edwards                          | Gwen Torrence                             |
| 1996 | Michael Johnson                           | Swietłana Mastierkowa                     |
| 1997 | Wilson Kipketer                           | Marion Jones                              |
| 1998 | Haile Gebrselassie                        | Marion Jones                              |
| 1999 | Michael Johnson                           | Gabriela Szabó                            |
| 2000 | Jan Železný                               | Stacy Dragila                             |
| 2001 | Hicham El Guerrouj                        | Stacy Dragila                             |
| 2002 | Hicham El Guerrouj                        | Paula Radcliffe                           |
| 2003 | Hicham El Guerrouj                        | Hestrie Cloete                            |
| 2004 | Kenenisa Bekele                           | Jelena Isinbajewa                         |
| 2005 | Kenenisa Bekele                           | Jelena Isinbajewa                         |
| 2006 | Asafa Powell                              | Sanya Richards                            |
| 2007 | Tyson Gay                                 | Meseret Defar                             |
| 2008 | Usain Bolt                                | Jelena Isinbajewa                         |
| 2009 | Usain Bolt                                | Sanya Richards                            |
| 2010 | David Rudisha                             | Blanka Vlašić                             |
| 2011 | Usain Bolt                                | Sally Pearson                             |
| 2012 | Usain Bolt                                | Allyson Felix                             |
| 2013 | Usain Bolt                                | Shelly-Ann Fraser-Pryce                   |
| 2014 | Renaud Lavillenie                         | Valerie Adams                             |
| 2015 | Ashton Eaton                              | Genzebe Dibaba                            |
| 2016 | Usain Bolt                                | Almaz Ayana                               |
| 2017 | Mutazz Isa Barszim                        | Nafissatou Thiam                          |
| 2018 | Eliud Kipchoge                            | Caterine Ibargüen                         |
| 2019 | Eliud Kipchoge                            | Dalilah Muhammad                          |
| 2020 | Armand Duplantis                          | Yulimar Rojas                             |
| 2021 | Karsten Warholm                           | Elaine Thompson-Herah                     |
| 2022 | Armand Duplantis                          | Sydney McLaughlin-Levrone                 |
| 2023 | Noah Lyles Armand Duplantis Kelvin Kiptum | Faith Kipyegon Yulimar Rojas Tigst Assefa |
| 2024 | Letsile Tebogo                            | Sifan Hassan                              |